# Ponderosa Pine, Novi Meksiko
Ponderosa Pine je popisom određeno mjesto u okrugu Bernalillu u američkoj saveznoj državi Novom Meksiku. Prema popisu stanovništva SAD 2010. ovdje je živjelo 1 195 stanovnika. Dio je albuquerqueanskog metropolitanskog statističkog područja. 

## Zemljopis
Nalazi se na 34°58′17″N 106°20′5″W / 34.97139°N 106.33472°W. Prema Uredu SAD-a za popis stanovništva, zauzima 20,90 km2 površine, sve suhozemne.
Nalazi se na jugoistoku okruga Bernalilla. Na sjeveru graniči s popisom određenim mjestom Cedrom, a na zapadu s Nacionalnom šumom Cibolom. Državna cesta Novog Meksika br. 337 vodi kroz ovo naselje prema 16 km udaljenom Tijerasu i međudržavnoj cesti br. 40.

## Stanovništvo
Prema podatcima popisa 2010. ovdje je bilo 1.195 stanovnika, 516 kućanstva od čega 341 obiteljsko, a stanovništvo po rasi bili su 91,5% bijelci, 0,4% "crnci ili afroamerikanci", 0,9% "američki Indijanci i aljaskanski domorodci", 0,3% Azijci, 0,0% "domorodački Havajci i ostali tihooceanski otočani", 4,0% ostalih rasa, 2,8% dviju ili više rasa. Hispanoamerikanaca i Latinoamerikanaca svih rasa bilo je 17,7%.